# Thắng Mố
Thắng Mố là một xã thuộc tỉnh Tuyên Quang, Việt Nam.

## Địa lý
Xã Thắng Mố có vị trí địa lý:
- Phía đông giáp huyện Đồng Văn và xã Sủng Cháng
- Phía tây giáp xã Bạch Đích và xã Phú Lũng
- Nam giáp xã Sủng Tráng và xã Bạch Đích
- Phía bắc giáp Trung Quốc

Xã Thắng Mố có diện tích 18,57 km², dân số năm 2019 là 2.923 người, mật độ dân số đạt 157 người/km².

## Hành chính
Xã Thắng Mố được chia thành 8 thôn: Khán Trồ, Chúng Chải, Súa Chải, Mào Phố, Há Già, Sà Ván, Sủng Lảng, Sủng Pờn.

## Lịch sử
Trước đây, Thắng Mố là một xã thuộc huyện Đồng Văn.
Ngày 5 tháng 7 năm 1961, Hội đồng Chính phủ ban hành Quyết định số 91-CP về việc thành lập xã Thắng Mố thuộc huyện Đồng Văn trên cơ sở một phần diện tích và dân số của xã Phú Lũng.
Ngày 21 tháng 12 năm 1982, Hội đồng Bộ trưởng ban hành Quyết định 179-HĐBT về việc tách xã Thắng Mố của huyện Đồng Văn sáp nhập vào huyện Yên Minh.